# Pahartali
Pahartali es un subdistrito (upazila) del distrito (zila) de Chittagong, de la región de Chittagong, en Bangladés, con una población censada en marzo de 2011 de 190 367 habitantes.
Se encuentra ubicado al sureste del país, cerca de la desembocadura del río Karnaphuli en la bahía de Bengala, y de la ciudad de Chittagong, la segunda más poblada de Bangladés tras su capital, Daca.